# Ostrownoj
Ostrownoj – miasto zamknięte w Rosji, w obwodzie murmańskim. W 2010 roku liczyło 2171 mieszkańców.